# Byggnadsarbetarkören

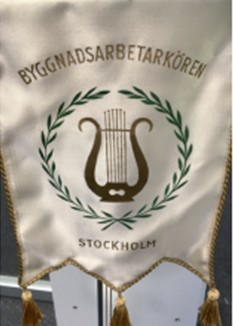
Byggnadsarbetarkörens vimpel

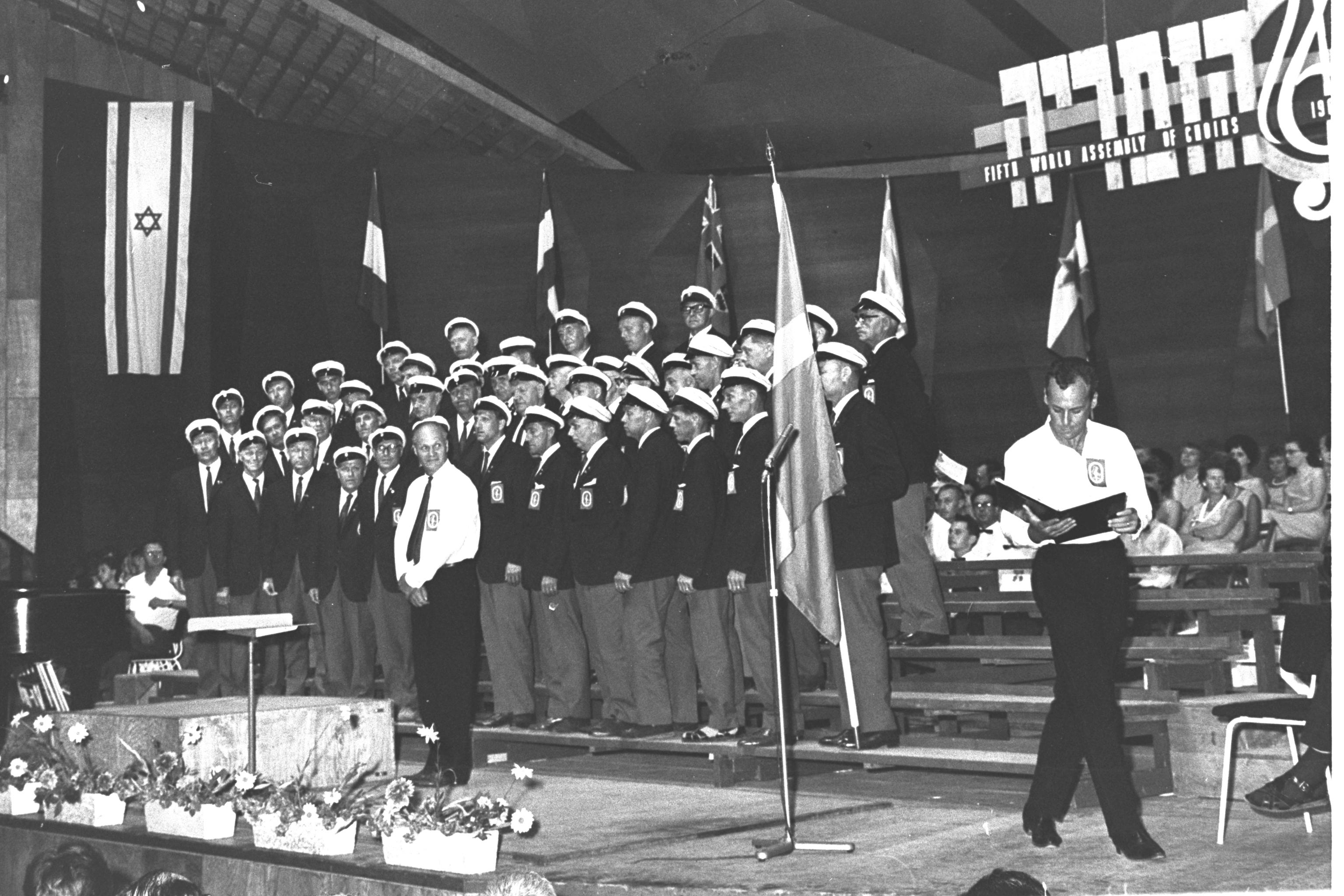
Byggnadsarbetarkören i samband med resa till Israel 1964.

Byggnadsarbetarkören var en manskör i Stockholm. Den bildades 1933 när Parkettläggarnas sångkör, Snickarkören och Timmermanskören slogs ihop och bildade Byggnadsträarbetarkören - som senare blev Byggnadsarbetarkören. Kören var knuten till Fackföreningen Byggnads och lades ner 2016 på grund av för få medlemmar.
Kören medverkade vid Första majfirandet vid Norra Bantorget i Stockholm och brukade inleda Byggettans årsmöten (numera Byggnads region Stockholm Gotland) sedan 1933. 
Kören sjöng vid invigningen av FN-skrapan i New York på 1970-talet. För att hedra arbetarna som byggt huset sägs det att man skickade ut en inbjudan till byggnadsarbetarkörer i hela världen - och att Byggnadsarbetarkören från Stockholm var den enda som svarade.